# George Biddell Airy
Sir George Biddell Airy PRS KCB (27. července 1801 – 2. ledna 1892) byl anglický matematik, optik a astronom, který v období 1835–1881 zastával pozici Královského astronoma (Astronomer Royal). Zabýval se např. studiem oběžných drah planet a měřením průměrné hustoty Země. Coby Královský astronom v roce 1851 stanovil základní poledník procházející Královskou greenwichskou observatoří, roku 1884 přijatý jako celosvětový standard. Je rovněž vynálezcem torických čoček pro korekci astigmatismu.

## Vědecká kariéra
Vystudoval Trinity College na Cambridgeské univerzitě a v roce 1826 se tam stal lukasiánským profesorem matematiky. V únoru 1828 se stal profesorem astronomie a ředitelem Cambridgeské observatoře. V roce 1836 se stal členem Královské společnosti a v roce 1840 členem Královské švédské akademie věd. 
V roce 1831 mu byla za výzkum světla a vytvoření teorie duhy udělena Copleyho medaile. V letech 1833 a 1846 získal Gold Medal of the Royal Astronomical Society. 
Jsou po něm pojmenovány krátery Airy (Měsíc), Airy (Mars) a Airy-0 (zvolený pro definici Marsova základního poledníku).